# Ferdinand Bretschneider
Wilhelm Ferdinand Bretschneider (* 1794; † 10. November 1858 in Schleiz) war ein deutscher Tischlermeister und Politiker.

## Leben
Bretschneider war der Sohn des Thurn- und Taxischen Postmeisters in Lobenstein und Gutsbesitzers in Blintendorf Carl Beatus Bretschneider und dessen Ehefrau Christiane Sophie geborene Gephardt. Bretschneider, der evangelisch-lutherischer Konfession war, heiratete am 15. Februar 1821 in erster Ehe in Burgk Johanne Friederike Weißker (* 18. Oktober 1791 in Schleiz; † 21. September 1835 ebenda), die Tochter Rotgerbers Johann Michael Weißker. In zweiter Ehe heiratete er am 21. Juli 1836 in Schleiz Bertha Amalie Meißner (* 13. März 1813 in Schleiz; † 5. Juni 1842 ebenda), die Tochter des fürstlichen Leib- und Kammerhusaren Johann Heinrich Meißner. Am 5. September 1845 heiratete er in dritter Ehe Pauline Emilie Köchel (* 5. September 1814 in Schleiz; † 13. Mai 1897 ebenda), die Tochter des Kürschnermeisters Johann Gottlieb Erdmann Köchel. Clemens Weisker war ein Großneffe.
Bretschneider war Tischlermeister und Bürger in Schleiz.
Während der Märzrevolution wurde er am 28. März 1848 in eine 8-köpfige Kommission gewählt, die den Entwurf der neuen Stadtordnung von Schleiz beraten sollte. Ab dem 27. Januar 1852 gehörte er dem Stadtrat von Schleiz an. Vom 2. Oktober bis zum 15. Dezember 1848 war er als Stellvertreter von Eduard Röhr Mitglied im Landtag Reuß jüngerer Linie.